# Radio Times
Radio Times é uma revista britânica semanal de listas de programação, fundada e publicada entre 1923 e 2011 pela BBC Magazines. Depois deste ano, a publicação da mesma foi passada para a Immediate Media Company.